# Pelobatochelys
Pelobatochelys is een geslacht van uitgestorven thalassochelydische schildpadden uit het Laat-Jura van het Verenigd Koninkrijk. 
Het type en de enige soort is Pelobatochelys blakii, benoemd door Harry Govier Seeley in 1875. De geslachtsnaam is afgeleid van het Grieks πηλοβάτης, de 'modderloper' (de naam voor een bepaalde kikker of pad), en chelys, 'zoetwaterschildpad'. De soortaanduiding eert dominee J.F. Blake die fossielen geïllustreerd had uit de Smallmouth Sands, bij Weymouth, in Dorset. Het lectotype is NHMUK R.2a, een centraal pantserfragment. De paralectotypen zijn vijf verdere exemplaren: NHMUK
R.2, NHMUK OR44177a, NHMUK OR44177, NHMUK OR44177b en NHMUKOR41235, bestaande uit pantserplaten, wervels en ribben uit het Vroeg-Kimmeridgien van de Kimmeridge Clay in Dorset. Verder materiaal uit de Kimmeridge Clay is ook naar het taxon verwezen.
Het materiaal werd door de tijd heen beschouwd als gerelateerd aan verschillende schildpadden, waardoor de soort in 2014 beschouwd is als een Tropidemys blakii op basis van beperkt bewijs. In 2017 werd het geslacht weer als geldig beschouwd. Een groot schild, ook uit Weymouth, Dorset, specimen NMHUK R1769 kan verder materiaal van Pelobatochelys vertegenwoordigen, maar kan ook van Tropidemys langii zijn, die ook in de afzettingen aanwezig is.
Pelobates onderscheidt zich door dunne en gereduceerde ribplaten die gedeeltelijk de onderliggende ribben onthullen, verlengde en gekielde wervelbogen, een ingesnoerde vijfde wervelboog, een neiging tot vergroeien bij de achterste wervelbogen en een patroon van cannelures op de platen van de wervelkolom.